# Bénigne Basset
Pour les articles homonymes, voir Basset.
Bénigne Basset Des Lauriers est un notaire et arpenteur français, probablement né à Paris en 1628 ou, selon d'autres sources, vers 1639 et décédé le 4 août 1699 à Montréal.

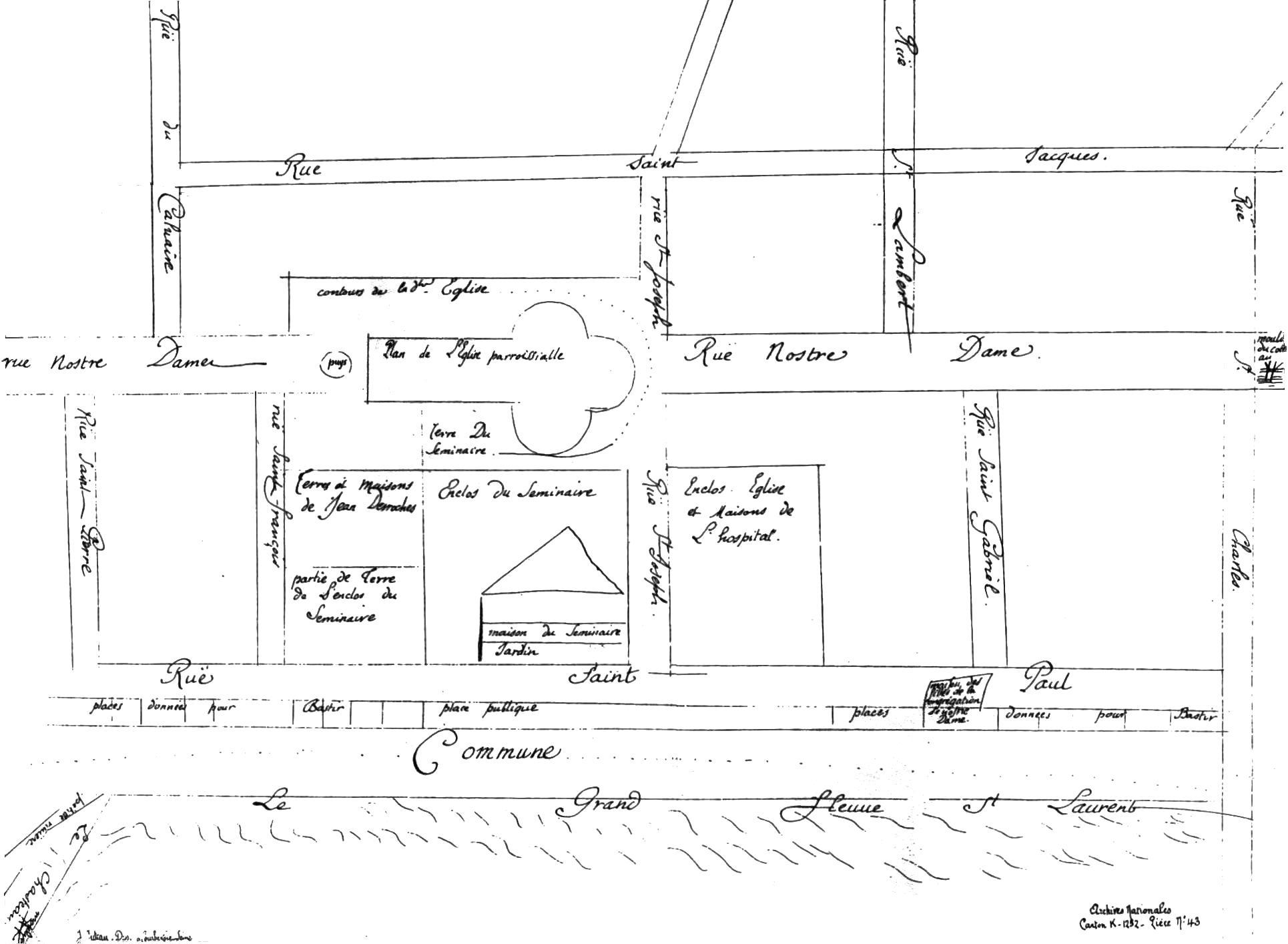
Plan de Ville-Marie de 1672.

## Biographie
Arrivé en Nouvelle-France en 1657 avec les Sulpiciens, Bénigne Basset devint leur commis au bailliage, puis leur notaire seigneurial et greffier au tribunal. De 1663 à 1666, il fut aussi notaire royal. On lui doit 2 525 actes notariés, tous très bien conservés. Il semble cependant avoir été critiqué pour sa négligence.
Basset agit aussi comme arpenteur et, à ce titre, il traça le plan des premières rues de Montréal, sous les ordres de François Dollier de Casson, supérieur des Sulpiciens, en 1672.